# Jeryk Asanbajew
Jeryk Magzumuły Asanbajew (kaz. Ерік Мағзұмұлы Асанбаев; ros. Ерик Магзумович Асанбаев; ur. 10 marca 1936, zm. 23 sierpnia 2004 w Ałmaty) – radziecki i kazachski polityk, wiceprezydent Kazachstanu (1991–1993).

## Życiorys
W 1958 ukończył Kazachski Uniwersytet Państwowy, doktor nauk ekonomicznych, w latach 1959–1967 wykładowca i pracownik naukowy w Moskwie i Ałmaty, od 1967 członek KPZR. W latach 1967–1986 pracował w aparacie Rady Ministrów Kazachskiej SRR i KC KPK, między 1986 a 1988 kierownik wydziału KC KPK, później (1988–1989) zastępca przewodniczącego Rady Ministrów Kazachskiej SRR. W latach 1989–1990 sekretarz KC KPK. Między 1990 a 1991 przewodniczący Rady Najwyższej Kazachskiej SRR, deputowany ludowy ZSRR, w latach 1990–1991 członek KC KPZR, później (1991–1993) wiceprezydent Kazachstanu.